# Старое Хозяйство
Старое Хозяйство (бел. Старая Гаспадарка) — упразднённый населённый пункт, бывший посёлок в составе Следюковского сельсовета Быховского района Могилёвской области Республики Беларусь.

## Население
- 2010 год — 0 человек